# Proasphondylia guapirae
Proasphondylia guapirae är en tvåvingeart som beskrevs av Maia 1993. Proasphondylia guapirae ingår i släktet Proasphondylia och familjen gallmyggor. Inga underarter finns listade i Catalogue of Life.